# Agnes Ayres
Agnes Ayres, nascida Agnes Eyre Henkel (Carbondale, 4 de abril de 1898 – Los Angeles, 25 de dezembro de 1940) foi uma atriz estadunidense que fez sucesso durante o cinema mudo.

## Biografia
Iniciou sua carreira em 1914 com a participação como figurante do Essanay Studios. Mudou-se em seguida para Nova York para seguir a carreira de atriz, quando Alice Joyce reparou na semelhança física entre as duas e foi por ela indicada para interpretar sua irmã na película  Richard the Brazen (1917). Sua carreira ganhou impulso, contudo, quando o fundador da Paramount Pictures, Jesse Lasky, se interessou por ela, e deu-lhe um papel num filme sobre a Guerra Civil, de 1920 e fez com que integrasse várias produções de Cecil B. DeMille. Neste período Ayres logo se divorciou do capitão Frank P. Schuker, com quem havia se casado durante a Primeira Guerra Mundial, e começou um romance com o patrão, Lasky.
Em 1921 Ayres atingiu o estrelato, ao interpretar Lady Diana Mayo, uma herdeira inglesa, contracenando com o "amante latino" Rodolfo Valentino no filme The Sheik, e reprisou o papel na sequência de 1926, Son of the Sheik. Após o sucesso de The Sheik, teve papeis importantes em outros filmes, como The Affairs of Anatol (1921) estrelado por Wallace Reid, Forbidden Fruit (1921), e no épico de Cecil B. DeMille The Ten Commandments (1923).
Neste último ano sua carreira começou a declinar, com o fim de seu relacionamento com Lasky. Casou-se então com o diplomata mexicano, Manuel S. Reachi, em 1924. O casal teve uma filha, antes de se divorciar, em 1927.
Com a Crise de 1929 Ayres perdeu toda sua fortuna e propriedades. Também neste ano apareceu no seu último papel relevante, em The Donovan Affair, estrelado por Jack Holt. Para sobreviver, abandonou o cinema e passou a atuar no vaudeville. Em 1936 tentou retornar para os filmes, mas somente conseguiu pequenos papeis, muitos dos quais sem créditos, até que resolveu aposentar-se, no ano seguinte.
Após sua aposentadoria, Ayres ficou deprimida e acabou por ser internada num sanatório. Ela também perdeu a guarda de sua filha para seu ex-marido, Manuel S. Reachi, em 1939.
Morreu de acidente vascular cerebral, no natal de 1940, em casa, aos 42 anos de idade.
Figura como uma das estrelas na Calçada da Fama de Hollywood.